# ジョセフス・アウグストゥス・クニップ
ジョセフス・アウグストゥス・クニップまたはジョセフ・オーガスト・クニップ（Josephus Augustus Knip(Joseph August Knip)、1777年8月3日 - 1847年10月1日）はオランダの画家である。風景画や静物画を描いた。

## 略歴
現在のオランダの北ブラバント州、ティルブルフに装飾画家、ニコラース・クニップ(Nicolaas Frederik Knip:1741-1808)の息子に生まれた。妹のヘンリエッタ(Henriëtta Geertrui Knip:1783–1842) も静物画、風景画の画家となった。
11歳の時、スヘルトーヘンボスに家族と移った。父親から絵を学び、父親が目を悪くした後、19歳から家族の生活を支えた。フランス革命の後、ナポレオンによってオランダが支配された時代に入り、1801年にパリに移った。1808年には博物画を得意とするパリ生まれの画家のポリーヌ(Pauline Rifer de Courcelles:1781–1851)と結婚した。パリで認められ、1909年にはローマへの留学が認められ、ローマには1812年まで滞在した。この間ナポリにも旅し、イタリア各地を描いた作品が残されている。
1813年にオランダに戻り、スヘルトーヘンボスに住み画家として働いた。その後、アムステルダムなどに住み、1820年代に再びパリに移った。1824年に離婚し、1827年にオランダに戻ったが目を悪くし1832年には視力を失った。その後はオランダ国王から年金を受け取って暮らした。
ポリーヌとは別の女性との間の娘のヘンリエッタ・ロナー＝クニップは猫や犬の絵を得意とする画家になった。

## 作品

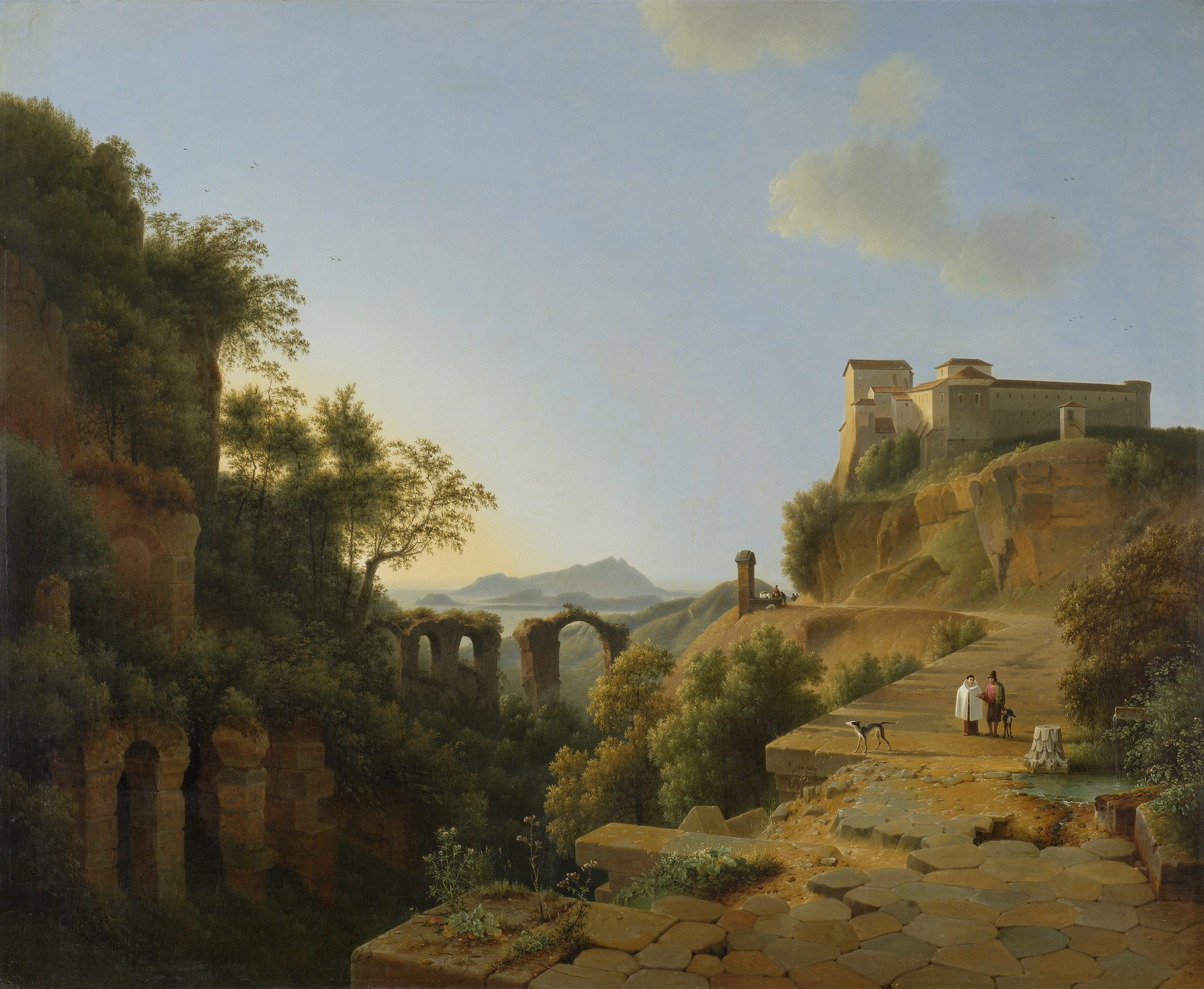
イスキア島を背景にしたナポリ湾(1818)
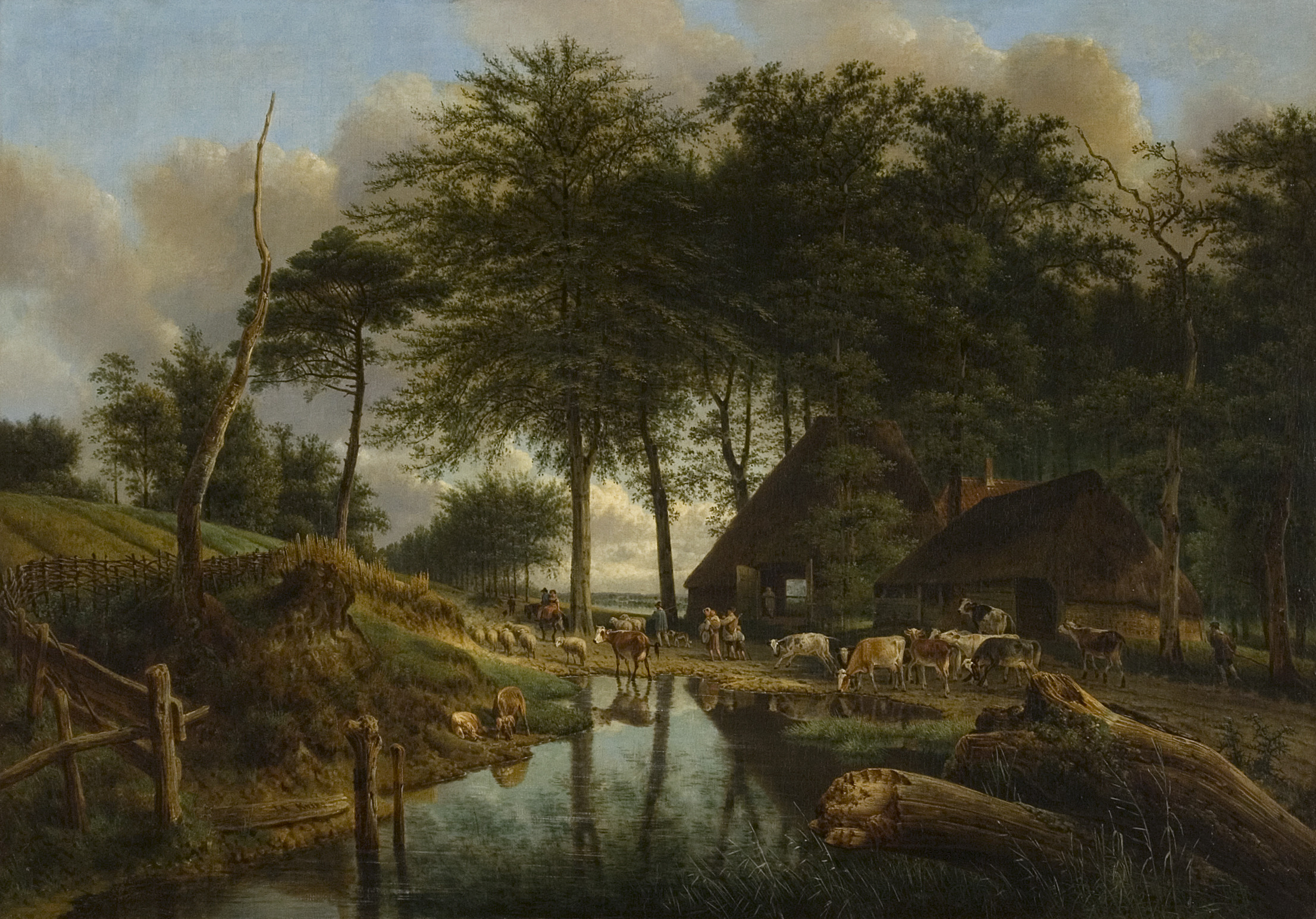
水飲み場の牛と羊
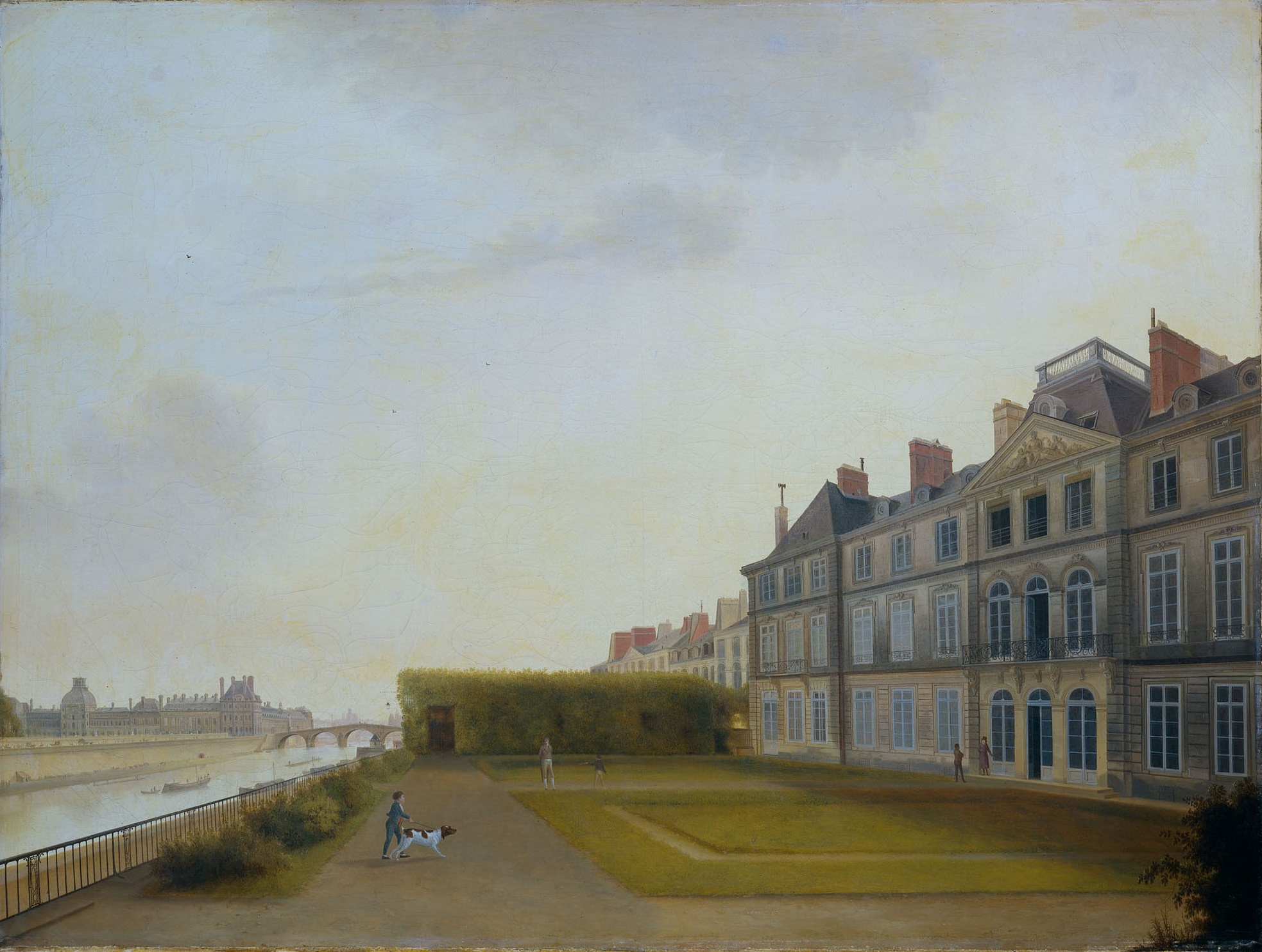
パリの大使館の庭 (1801/1802)